# Andrea Fadani
Andrea Fadani (* 1965 in Heidelberg) ist Agrarökonom und Direktor der Stiftung fiat panis in Ulm, Vorstandsmitglied der Eiselen-Stiftung und war Vorstandsmitglied und Vorsitzender des Arbeitskreises selbständiger Kultur-Institute e. V., Bonn sowie Vorstandsmitglied und Stiftungsrat in der Deutschen Stiftung Weltbevölkerung.

## Leben und Wirken
Fadani studierte Agrarwissenschaften an der Rheinischen Friedrich-Wilhelms-Universität Bonn und der Universität Hohenheim und erwarb Berufserfahrung auf dem Gebiet der landwirtschaftlichen Entwicklung und Forschung in Malaysia, Kamerun, Äthiopien, Thailand und verschiedenen anderen Ländern. Er promovierte unter der Leitung von Franz Heidhues im Bereich der Agrarökonomie mit der Dissertation „Agricultural Price Policy and Export and Food Crop Production in Cameroon – A Farming Systems Analysis of Pricing Policies“, die im Peter Lang Verlag veröffentlicht wurde.
Fadani organisierte 1996 zusammen mit Franz Heidhues das von der Eiselen-Stiftung Ulm geförderte Internationale Symposium „Food Security and Innovations – Successes and Lessons Learned“. Über 300 Teilnehmer aus 60 Ländern diskutierten intensiv über die Bedeutung geeigneter Innovationen zur Verringerung des Hungers in der Welt. Seit 2000 arbeitet Fadani als Vorstand für die Eiselen-Stiftung und die Stiftung fiat panis in Ulm. 2008 studierte Fadani an der European Business School und erwarb den Abschluss eines Stiftungsmanagers.
Von 2003 bis 2015 leitete Fadani als Museumsleiter das Museum der Brotkultur in Ulm, heute Museum Brot und Kunst - Forum Welternährung, und kuratierte mehr als 50 Sonderausstellungen. Gleichzeitig engagierte sich Fadani im Arbeitskreises selbständiger Kultur-Institute e. V., Bonn und war von 2006 bis 2015 Mitglied im ehrenamtlichen Vorstand und Vorsitzender des Vorstands von 2012 bis 2015.
Von 2001 bis 2006 war Fadani stellvertretender Vorsitzender des Deutschen Forums für Entwicklungsorientierte Forschung, von 2005 bis 2012 Mitglied im Beirat des Tropenzentrums der Universität Hohenheim, 2009–2022 im Beirat des Food Security Centers der Universität Hohenheim und von 2016 bis 2024 Mitglied der Steuerungsgruppe des
Forschungszentrums für globale Ernährungssicherung und Ökosysteme der Universität Hohenheim.
2024 erarbeitete Fadani zusammen mit dem Kunsthistoriker Oliver Seifert die 294-seitige Chronik zum 150-jährigen Bestehens der Verbandsorganisation des Bäckerhandwerks.

## Mitgliedschaften
- Deutschen Forums für Entwicklungsorientierte Forschung, stellvertretender Vorsitzender 2001–2006
- Tropenzentrum der Universität Hohenheim, Beirat 2005–2012
- Food Security Center der Universität Hohenheim, Beirat 2009–2022
- Deutsche Stiftung Weltbevölkerung, Vorstandsmitglied und Stiftungsrat 2011–2024
- Arbeitskreises selbständiger Kultur-Institute e. V., Bonn Vorsitzender 2012–2015
- Forschungszentrum für globale Ernährungssicherung und Ökosysteme der Universität Hohenheim, Mitglied der Steuerungsgruppe 2016–2024

## Publikationen (Auswahl)
- Andrea Fadani und Oliver Seifert Chronik zum 150-jährigen Bestehens der Verbandsorganisation des Bäckerhandwerks, Berlin, 2024
- Andrea Fadani „Brot und Macht“ in: Schwerpunkt Die Welt-Ernährungskrise, FOCUS Ausgabe 26, 25. Juni 2022
- Andrea Fadani „Hunger über Hunger“ in: Armin Nassehi und Peter Felixberger (Hrsg.): Kursbuch 204 Essen fassen, 2020, DOI:10.5771/0023-5652-2020-204-152
- Andrea Fadani „Remembering Hunger. Museums and the Material Culture of Famine“, in Dominik Collet, Maximilian Schuh (Hrsg.) Famines During the ʻLittle Ice Ageʼ (1300–1800), Springer Nature, 2018, DOI:10.1007/978-3-319-54337-6_13
- Andrea Fadani „Brotlose Zeiten - Hunger an der deutschen Heimatfront im Ersten Weltkrieg“ in: AsKI e.V. Zwischen den Fronten. Leben und Sterben im Ersten Weltkrieg, Bonn, 2014, ISBN 978-3-930370344
- Andrea Fadani „Mythos Mehl - Vergangenheit, Gegenwart, Zukunft“ in: Mühle+Mischfutter, Heft 17, 150. Jahrgang, Verlag Moritz Schäfer, 2013
- Andrea Fadani „200 Jahre Landwirtschaft in Baden und Württemberg“ in: Stefan Borchert (Hg.) Nützliche Natur. Die Landwirtschaft im Blick der Kunst. 96, Beuroner Kunstverlag, 2011
- Andrea Fadani (Hrsg.) Museumsführer. Museum der Brotkultur, Ulm, 2006
- Andrea Fadani „Agricultural Price Policy and its Economic Impact on Export and Food Crop Production in Cameroon: A Farming Systems-Based Analysis of Pricing Policies. The Case of Coffee-Based Farming Systems in Cameroon.“, Dissertation, Peter Lang Verlag, Frankfurt am Main, 1999
- Franz Heidhues und Andrea Fadani (Hrsg.) „Food Security and Innovations: Successes and Lessons Learned.“, Proceedings Volume of an International Symposium at the University of Hohenheim, 11–13. March 1996, Peter Lang Verlag, Frankfurt am Main, 1997